# Rupia singalesa

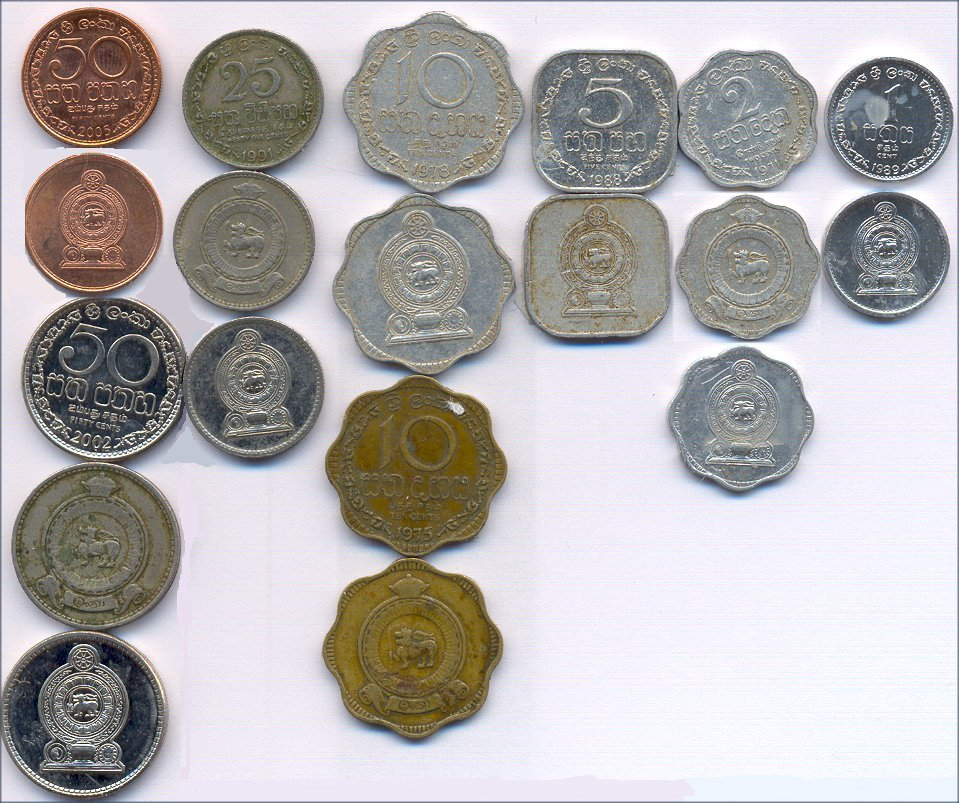
Monedes fraccionàries de la rupia

La rupia de Sri Lanka (en singalès ශ්‍රී ලංකා රුපිය Šrī Lankā rupiya o, simplement, රුපිය rupiya; en tàmil இலங்கை ரூபாய், Ilankai rūpāy o, simplement, ரூபாய், rūpāy) és la moneda de Sri Lanka. El codi ISO 4217 és LKR i s'acostuma a abreujar Rs o amb el símbol de la rupia, ₨, o bé SLRs o SL₨ per diferenciar-la de les altres rupies. Es divideix en 100 cèntims (ශත šata / சதம் čatam).

## Història

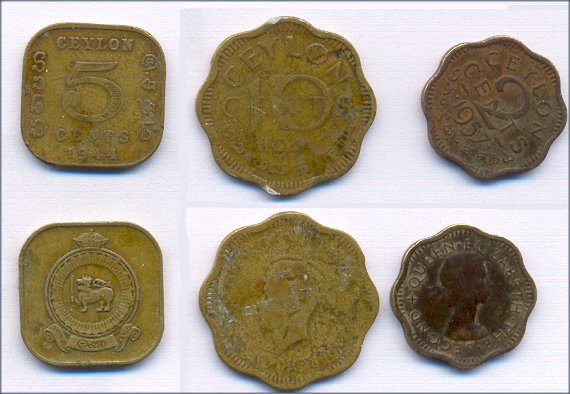
Antigues monedes colonials de Ceilan

La rupia de Ceilan, també coneguda com a rupia singalesa, fou introduïda el 1870 en substitució de la lliura esterlina britànica a raó de 2 xílings i 3 penics de lliura per rupia. Equivalia a la rupia índia però, a diferència d'aquesta, des d'un bon començament ja fou una moneda decimal, subdividida en 100 cèntims. Des del 1975 és coneguda com a rupia de Sri Lanka.
A la imatge de l'esquerra, monedes colonials de cuproníquel de 1944 i 1957, amb el valor a l'anvers i al revers a la cara del sobirà (Jordi V als 10 cts.) o sobirana (Elisabet II als 2 cts.) del Regne Unit o l'escut colonial amb la corona imperial (als 5 cts.).

## Monedes i bitllets
Emesa pel Banc Central de Sri Lanka (en singalès ශ්‍රී ලංකා මහ බැංකුව Šrī Lankā Maha Bankuva, en tàmil இலங்கை மத்திய வங்கி Ilankai Mattiya Vanki, en anglès Central Bank of Sri Lanka), en circulen monedes d'1, 2, 5, 10, 25 i 50 cèntims i d'1, 2 i 5 rupies, i bitllets de 10, 20, 50, 100, 200, 500, 1.000 i 2.000 rupies. Les monedes de valor més baix (1, 2, 5 i 10 cèntims), tot i continuar tenint valor legal, circulen molt rarament i el banc central ja no n'encunya. Els bitllets tenen la particularitat que estan impresos verticalment al revers.
La primera imatge de la dreta presenta una selecció de monedes de rupia. Les monedes antigues i les modernes es diferencien per l'escut del revers, ja que acostumen a tenir un anvers comú. S'hi poden veure també diverses emissions commemoratives. Aquesta diferència entre les monedes actuals i les antigues, amb les dues versions de l'escut de Sri Lanka, també s'observa en les monedes de cèntim, la fracció de la rupia, a la segona imatge de la dreta.

## Taxes de canvi
- 1 EUR = 132,681 LKR (30 de juliol del 2006)
- 1 USD = 103,990 LKR (30 de juliol del 2006)